# Brooke Scullion
Brooke Scullion, under uppträdande känd under mononymen Brooke, född 31 mars 1999 i Bellaghy på Nordirland, är en irländsk sångerska. Hon representerade Irland i Eurovision Song Contest 2022 i Turin med låten "That's Rich". Hon var även en av deltagarna i den nionde säsongen av The Voice UK år 2020 där hon slutade på en tredjeplats i finalen. 2023 deltar hon i Dancing with the Stars Ireland
Utanför sången arbetar Brooke som fastighetsmäklare i Toome, Antrim.